# Guido Martufi
Guido Martufi (Roma, 21 maggio 1940 – Roma, 16 giugno 2018) è stato un attore italiano, noto per i suoi ruoli di attore bambino negli anni cinquanta.

## Biografia
Figlio di un barbiere, iniziò ad appena due anni a frequentare i set cinematografici . Nel 1951, a soltanto undici anni, venne chiamato a Hollywood, notato dal regista William A. Wellman, che gli affidò una parte nel western drammatico Donne verso l'ignoto. Negli Stati Uniti recitò anche in Teresa (1951) di Fred Zinnemann. 
Rientrato in Italia, fu messo sotto contratto dalla società D.D.L., che all'epoca gestiva i casting per gli attori. Con un contratto di 5 anni, partecipò - con parti anche minori - ad una ventina di pellicole. Recitò, fra gli altri, ne I vitelloni per la regia di Federico Fellini, e fu diretto anche da Vittorio Cottafavi, Pietro Francisci, Mauro Bolognini e diversi altri. 
Rimarcabile la sua interpretazione di Gino Valli, il ragazzo con difficoltà di movimento e riparatore di apparecchi radiofonici nonché radioamatore nel film Nel gorgo del peccato (1954) di Cottafavi, una delle sue prove più convincenti. 
Il suo volto è tuttora noto per la sua partecipazione in film  con Totò e Peppino De Filippo ancora oggi trasmessi; fu infatti presente in La banda degli onesti del 1956 e  Totò, Peppino e i fuorilegge, del medesimo anno, entrambi diretti da Camillo Mastrocinque.
La sua carriera - durante la quale recitò brevemente anche in teatro e in radio - si interruppe nel 1960, quando l'attore  abbandonò definitivamente il mondo dello spettacolo, scomparendo dalle scene.
Morì a Roma il 16 giugno 2018, all'età di 78 anni.

## Filmografia
- Teresa, regia di Fred Zinnemann (1951)
- Donne verso l'ignoto (Westward the Women), regia di William A. Wellman (1951)
- Bellissima, regia di Luchino Visconti (1951)
- When in Rome, regia di Clarence Brown (1952)
- Il romanzo della mia vita, regia di Lionello De Felice (1952)
- Gli eroi della domenica, regia di Mario Camerini (1952)
- L'età dell'amore, regia di Lionello De Felice (1953)
- I vitelloni, regia di Federico Fellini (1953)
- William Tell, regia di Jack Cardiff - film incompiuto (1953)
- Nel gorgo del peccato, regia di Vittorio Cottafavi (1954)
- La grande avventura, regia di Mario Pisu (1954)
- Douglas Fairbanks, Jr., Presents - serie TV, 1 episodio (1955)
- Cortile, regia di Antonio Petrucci  (1955)
- Faccia da mascalzone, regia di Raffaele Andreassi (1956)
- Gli innamorati, regia di Mauro Bolognini (1956)
- La banda degli onesti, regia di Camillo Mastrocinque (1956)
- Guardia, guardia scelta, brigadiere e maresciallo, regia di Mauro Bolognini (1956)
- Montecarlo, regia di Samuel A. Taylor (1956)
- Totò, Peppino e i fuorilegge, regia di Camillo Mastrocinque (1956)
- Marisa la civetta, regia di Mauro Bolognini (1957)
- Addio alle armi (A Farewell to Arms), regia di Charles Vidor (1957)
- Peppino, le modelle e... "chella llà", regia di Mario Mattoli (1957)
- Le fatiche di Ercole, regia di Pietro Francisci (1958)
- Ladro lui, ladra lei, regia di Luigi Zampa (1958)
- Totò, Eva e il pennello proibito, regia di Steno (1959)
- Arrangiatevi!, regia di Mauro Bolognini (1959)
- Un militare e mezzo, regia di Steno (1960)